# Niccolò Niccoli

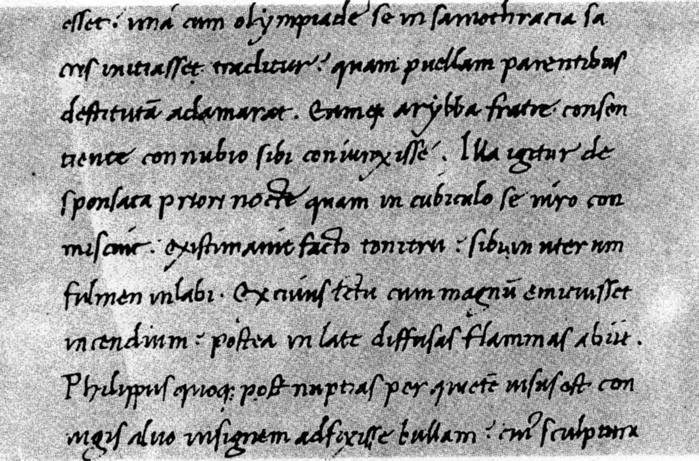
Muestra de la escritura cursiva de Niccoli.

Niccolò de' Niccoli (1364 - 1437), humanista italiano cuya colección de manuscritos fue la base de la Biblioteca Laurenciana de Florencia.
Nació y murió en Florencia, y fue una de las figuras principales de la compañía de hombres eruditos que se reunieron alrededor del patrocinio de Cosme de Médici. Los principales servicios de Niccoli a la literatura clásica consistían en su trabajo como copista y colector de manuscritos antiguos. Corrigió textos, introdujo divisiones por capítulos e hizo tablas de contenidos.
Su falta de facultad crítica fue compensada por su excelente gusto; para el griego (del cual sabía muy poco) contaba con la ayuda de Ambrogio Traversari. Muchos de los manuscritos más valiosos en la Biblioteca Laurenciana han sido escritos por su mano, entre ellos los de Lucrecio y de doce comedias de Plauto. La búsqueda de manuscritos antiguos era una tarea peligrosa y costosa, había agentes que trabajaban en el campo en el momento, incluido Poggio Bracciolini.
La biblioteca privada de Niccoli fue superada en calidad y cantidad solo por la de Cosme de Médici, que fue la primera biblioteca pública florentina y la más grande de Europa en ese momento. Niccoli también poseía una pequeña pero valiosa colección de antiguas obras de arte, monedas y medallas. Se consideraba un crítico infalible, y no podía soportar la menor contradicción. Sus peleas con Francesco Filelfo, Guarino de Verona y especialmente con Ambrogio Traversari crearon una gran sensación en el mundo erudito de la época.
Su espíritu hipercrítico (según sus enemigos, su ignorancia del lenguaje) le impidió escribir o hablar en latín; Su única obra literaria era una breve obra en italiano sobre la "ortografía latina", que se retiró de la circulación después de haber sido violentamente atacado por Guarino. Su fama como estilista latino era extensa, y muchos autores le enviaban sus manuscritos antes de la publicación para su corrección. Leonardo Bruni lo llamó el "censor de la lengua latina".
También es considerado como el inventor de la escritura cursiva, conocida hoy como Italica o Cancelleresca. Esto vino de su estudio duradero de manuscritos antiguos y de las numerosas copias que él hizo. Niccoli decidió que variaría sus manuscritos copiados utilizando letras inclinadas y, como resultado, más tarde, cuando las impresoras italianas utilizaron por primera vez el tipo itálico, eligieron el estilo de letras de Niccoli.
Niccoli fue enterrado en la basílica de Santo Spirito, en Florencia. Se encontraba con muchas deudas en los momentos previos a su muerte, después de lo cual Cosme de Médici ofreció cubrir todos sus pagos pendientes a los deudores a cambio de control sobre su colección de 800 manuscritos valorados en alrededor de 6.000 Florines. No se casó nunca, prefiriendo llenar sus casas con manuscritos, monedas, estatuas, jarrones y gemas.